# Рана Викрама
Рана Викрама (канн. ಧೀರ ರಣ ವಿಕ್ರಮ; англ. Rana Vikrama; рабочее название — Dheera Rana Vikrama) — индийский фильм режиссёра Паван Вадеяра на языке каннада, вышедший в прокат 10 апреля 2015 года.

## Сюжет
Фильм начинается с убийства репортёра на месте под названием Викраматертха. Они отправляются в эту местность для того, чтобы узнать о неизвестном месте, которого нет на карте штата Карнатаки. Они информируют министра внутренних дел о своём путешествии по письму.
Викрам мечтает стать полицейским, но его отвергают, ибо он не хочет подкупать чиновников. У него есть возлюбленная Пару, которая хочет, чтобы он поселился как можно раньше.
Он встречает министра внутренних дел и жалуется на невозможность становления полицейским из-за коррупции, но министр внутренних дел узнаёт, что тот был грубым учеником. Викрам идёт в Викрамтертху, где узнаёт, что люди порабощены неким Джонсоном. Именно эта территория эксплуатируется его приспешником Кулкарни незаконным образом. Викраматертха вскоре признаётся частью штата Карнатаки. Впоследствии Викрам узнаёт, что его дед (Рана Викрама) и бабушка (Говри) принадлежали к предварительно независимой Викраматертхи, в которую вторгся предок Джонсона, сэр Луи Баттен.
Викрам с новоявленным чувством мести решает бороться с поработителем ради жителей Викраматертхи. Он отслеживает Джонсона и, наконец, убивает его.

## В ролях
- Пунит Раджкумар — ACP Викрам, инспектор полиции / Викрама, дедушка инспектора Викрама
- Анджали — Говри, возлюбленная Викрама и бабушка инспектора Викрама
- Ада Шарма — Пару, возлюбленная инспектора Викрама
- Гириш Карнад — К. В. Ананд Рао, министр внутренних дел штата Карнатака
- Викрам Сингх — Джонсон, антагонист / Луис Баттен, вице-президент
- Рангаяна Рагху — Кулакарни, приспешник Луис Баттена
- Судха Белавади — мать Викрама
- Мукхямантри Чандру — Министр штата Карнатака
- Авинаш — Кусти Ранганна, отец Говри

## Производство
После успеха фильма «Любовь на грани риска», в октябре 2013 года сообщалось, что Паван Вадеяр будет работать совместно с Пунитом Раджкумаром, продюсировать будет компания Jayanna Combines. Съёмки фильма состоялись 17 марта 2014 года в день рождения самого Пунита, вместе с первым тизером, но запуск проекта состоялся в студии Кантирава. В этом фильме он сыграет двойную роль во второй раз. Он впервые попробовал сыграть такую роль в фильме Veera Kannadiga, персонажами которого были Мунна и его отца.
Актриса Анджали, которая популярна в телугу и тамильских фильмах, согласилась на одну из главных женских ролей, для неё стал возвращением в Сандалвуд, спустя семь лет после выпуска фильма Honganasu, который провалился в прокате. Претендовала на вторую главную женскую роль тогда начинающая актриса Рачита Рам, но потом отказалась, но вместо неё заняла место болливудская актриса Ада Шарма, в котором недавно дебютировала в телугу-язычном фильме «Heart Attack», этот фильм стал для неё дебютом в каннада-язычном кинематографе. На роль антагониста претендовал хинди-язычный актёр Видьют Джаммвал, в котором снялся в нескольких фильмах на трёх языках, в качестве злодея и одного из приспешников, но этот фильм должен также стать дебютом в Сандалвуде, но он отказался по причине того что он должен сосредоточиться на главных ролях в Болливуде. Вместо него согласился ещё один болливудский актёр Викрам Сингх, который имел провалы в хинди-язычных фильмах и снялся в нескольких южно-индийских фильмах.
9 июня 2014 года начались съёмки в Бангалоре. На одной из съёмочных площадок в Хампи посетил Яш, в этом месте раньше снимался его отец и его брат Шива. Сцена, где впервые показан персонаж Ады Шармы был снят в Бангалорском метрополитене, что стало одним из первых снимаемых фильмов, после фильма Ugramm. Героиню Анджали решили загримировать в образ старческого возраста. Остальные сцены были сняты в Белагави, Хоспете, Сандуре и недалеко от Донималай. Снимали кульминационную сцену в Jindal Factory, города Беллари за 18 дней. Но для создания кульминации в кадре был создан пистолет 10 кг, специально предназначенный для фильма. В январе 2015 года режиссёрский состав отправился в Милан, где они сняли несколько сцен, представляющее Лондон.
В стадии пост-продакшена Пунит начал озвучивать свою роль в конце февраля, но временно остановил из-за того что он простудился, позже закончил. Викрам Сингх, озвучил свою роль лишь на английском по причине незнания языка каннада, также Анджали озвучивала своим голосом, так как в предыдущем фильме Honganasu озвучивала другая актриса.

## Саундтрек
В интервью режиссёр сообщил, что в этом фильме будет четыре песни, две из них будет петь Пунит, по позже он спел одну.
Вся музыка написана В. Харикришна.
| №  | Название          | Исполнители                   | Длительность |
| -- | ----------------- | ----------------------------- | ------------ |
| 1. | «Ranavikrama»     | Кунал Гейнджавала             |              |
| 2. | «Airtelu Aircelu» | Виджай Пракаш                 |              |
| 3. | «Neene Neene»     | Пунит Раджкумар, Палак Муччал |              |
| 4. | «Gowri Gowri»     | Картик, Прия Химеш            |              |